# Bifidochaetus
Bifidochaetus is een geslacht van buikharigen uit de familie Chaetonotidae. De wetenschappelijke naam van het geslacht werd in 2016 voor het eerst geldig gepubliceerd door Kolicka en Kisielewski.

## Soorten
- Bifidochaetus arcticus Kolicka & Kisielewski, 2016
- Bifidochaetus veronicae (Kånneby, 2013)